# Culebras
Culebras es una localidad del municipio conquense de Villas de la Ventosa, en la Comunidad Autónoma de Castilla-La Mancha (España). 
La iglesia está dedicada a La Santísima Trinidad.
Los Santos patrones de Culebras son Santa María del Val y San Sebastián.

## Localidades limítrofes
Confina con las siguientes localidades:
- Al norte con Bólliga.
- Al este con Valdecañas.
- Al sureste con Sotoca.
- Al sur con Villar del Saz de Navalón.
- Al suroeste con Cuevas de Velasco.
- Al oeste con La Ventosa.

## Demografía
| Gráfica de evolución demográfica de Culebras entre 1842 y 1960 |
| |
| Población de derecho según los censos de población del INE Población de hecho según los censos de población del INEEntre el censo de 1857 y el anterior, crece el término del municipio porque incorpora a Valdecañas Entre el censo de 1970 y el anterior, este municipio desaparece porque se integra en el municipio Villas de la Ventosa |

Evolución de la población
| Gráfica de evolución demográfica de Culebras entre 2000 y 2017     |
|                                                                    |
| Población de derecho (2000-2017) según el padrón municipal del INE |

## Historia
Así se describe a Culebras en el tomo VII del Diccionario geográfico-estadístico-histórico de España y sus posesiones de Ultramar, obra impulsada por Pascual Madoz a mediados del siglo XIX:

Lugar con ayuntamiento en la provincia, partido judicial, administración de rentas y diócesis de Cuenca (4 leguas), audiencia territorial de Albacete (20), capitanía general de Castilla la Nueva (21); Situado en varios cerritos a la orilla de una vega muy próxima al nacimiento del río Mayor o Guadamajud, combatida por todos los vientos con clima saludable, siendo las tercianas y cuartanas las enfermedades más comunes. Consta de 45 casas de dos pisos, antiguas y casi todas en estado ruinoso y muy separadas o apartadas; tiene una plaza y en ella la casa del municipio y el pósito, que en la actualidad no cuenta con capital de ninguna especie, hay una escuela de ambos sexos para la educación primaria, sin dotación, percibiendo solo el maestro dos o tres almudes de trigo, con que cada padre contribuye por la enseñanza de su hijo; el edificio más notable de esta población es la iglesia parroquial (la Santísima Trinidad); es matriz y el curato de la clase de propios, nombrados por Su Majestad y el ordinario según el mes de su vacante; la cárcel ocupa parte del edificio que sirve de casa al ayuntamiento. A las afueras de este pueblo se ven 3 ermitas, una con el título de Nuestra Señora del Val, otra con el de San Miguel y la tercera con el de Santa Ana, destinada para cementerio; por último, 3 fuentes públicas de buenas y abundantes aguas, de las que se proveen para su gasto todos los vecinos. Confina el término por el N con el de la villa de Bolliga; S las Cuevas de Velasco; E Valdecañas, y O con el de la Ventosa; la distancia de cada uno de estos puntos es de ½ legua; casi todo él se compone de varios montes con alguna vega; los principales son el llamado Tejado perteneciente a propios y otro dicho de los Barrancos; hay una arboleda de olmos negros, otra de álamos blancos y una dehesa denominada Cuesta de Calderón de dominio particular; pasa por la parte del N de este pueblo el río de poca consideración Mayor o Guadamajud, que en el estío interrumpe su curso; su dirección es de E a O. El terreno es casi todo flojo, árido, de secano e infértil dividido en las diferentes suertes que poseen sus dueños. Los caminos son locales y de herradura. La correspondencia se busca en la ciudad de Cuenca. Producciones: toda clase de granos, algunas legumbres y uvas poco abundantes; se cría ganado lanar y cabrío en número de 500 cabezas, y algunas caballerías para la labor; los montes están vestidos de carrascas y chaparras, y abundan en caza de liebres, conejos y perdices, así como se albergan en él zorras, lobos y otros animales dañinos. Hay también algunas canteras de piedra de sillería. Industria: se ejerce tan solo con un molino harinero próximo a la población en dirección del E. Población: 42 vecinos, 136 almas. Capital territorial productivo: 608.700 reales. Imponible: 30.435. El presupuesto municipal asciende a 1.080 reales, que se pagan con los fondos de propios, que consisten en un molino harinero, un horno de pan cocer, el remate que anualmente se hace de cierto número de fanegas de trigo y 300 reales que se perciben anualmente por las yerbas de un monte.
Diccionario geográfico-estadístico-histórico de España y sus posesiones de Ultramar